# Piekary (województwo mazowieckie)
Piekary – wieś w Polsce położona w województwie mazowieckim, w powiecie żyrardowskim, w gminie Mszczonów. Ma status sołectwa.
Prywatna wieś szlachecka położona była w drugiej połowie XVI wieku w powiecie mszczonowskim ziemi sochaczewskiej województwa rawskiego. Do 1954 roku siedziba gminy Piekary. W latach 1975–1998 miejscowość położona była w województwie skierniewickim.